# Gourmya
Gourmya là một chi ốc biển, là động vật thân mềm chân bụng sống ở biển trong họ Cerithiidae.

## Các loài
Các loài trong chi Gourmya bao gồm:
- Gourmya gourmyi (Crosse, 1861)
- Gourmya (Gladiocerithium) argutum (Monterosato, 1911)[2]

Các loài được đưa vào đồng nghĩa
- Gourmya echinata (Lamarck, 1822) accepted as Cerithium echinatum Lamarck, 1822